# Francis Norman

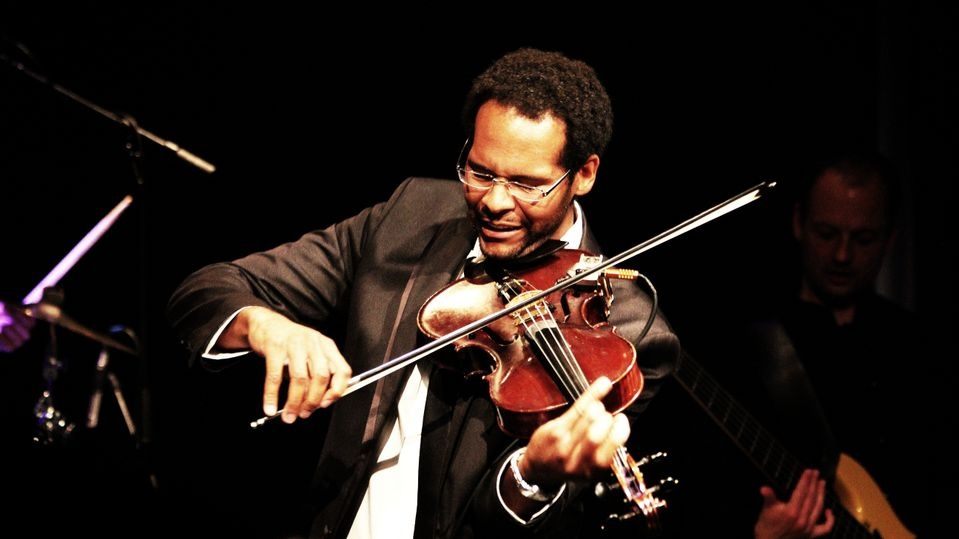
Francis Norman bei einem Konzert mit der Sängerin Marla Glen, Oktober 2012

Francis Norman (* 1988 in Kiel) ist ein deutscher Viola- und Violinenspieler und Komponist, der vor allem Jazz und Popmusik spielt.
Im Alter von fünf Jahren erhielt er seinen ersten Geigenunterricht bei Ingo Hirsekorn in Kiel. 1998 wechselte er zur Musikschule Mönchengladbach. Dort wurde er von Joachim Reiser, M. Kojama  und Harald Stöpfgeshoff unterrichtet. Ab 2003 begann er Klavierunterricht bei dem Jazzpianisten Klaus Delvos zu nehmen. Norman spielt, neben Geige und Bratsche, auch Gitarre, Klavier, Klarinette und Saxophon. Außerdem liegen Kompositionen für Streichorchester von ihm vor. 2007 war er erster Preisträger bei dem Wettbewerb „Jugend jazzt“ in Dortmund. Er studierte am ArtEZ Conservatorium in Arnhem Jazz und Popularmusik sowie Instrumentalpädagogik und erlangte den akademischen Grad des Bachelors im Sommer 2013.

## Musikalische Karriere
Francis Norman wirkte bei diversen TV-Produktionen, u. a. TV-Shows, mit, gibt Konzerte im In- und Ausland, spielte bei mehreren CD-Produktionen die Streicherparts ein. Seit 2010 begleitete er verschiedene Popgruppen auf ihren Tourneen durch Deutschland und im Ausland, z. B. Ich + Ich und Düsseldorfer Stefan Honig mit seiner Band auf dessen China-Tournee.